# جيمس سايمور
جيمس سايمور (25 أكتوبر 1879 في المملكة المتحدة - 30 سبتمبر 1930 في المملكة المتحدة) (بالإنجليزية: James Seymour)‏ هو لاعب كريكت بريطاني (وحمل سابقاً جنسية المملكة المتحدة لبريطانيا العظمى وأيرلندا). لعب مع Kent County Cricket Club ‏ وLondon County Cricket Club ‏.

## وصلات خارجية
- جيمس سايمور على موقع إي آس بي آن كريك إنفو (الإنجليزية)